# Microloxia aperta
Microloxia aperta là một loài bướm đêm trong họ Geometridae.